# 계 (하나라)

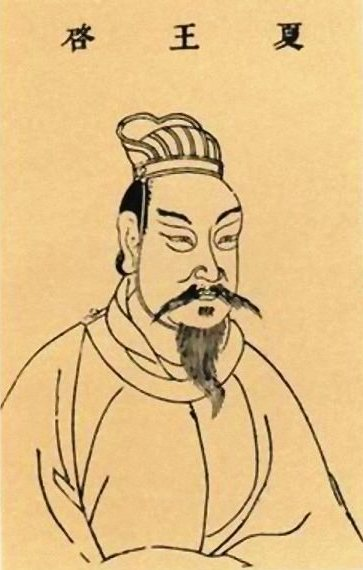

계(啓)는 하나라의 2대 군주이다. 자식으로는 태강과 중강을 포함해 적어도 5명의 아들이 있었다.
죽서기년에 의하면, 39년간 군주였고 78세에 사망했다고 한다.
우는 원래 제위를 백익(伯益)에 양위하려 하고 있었다. 우의 사후, 익은 군주가 되어 우의 3년상을 치른뒤, 계를 군주로 하려 했다. 제후들도 익의 곁을 떠나 계의 밑으로 갔기 때문에 계가 제위에 올랐다. 그러나 익이 실제로 제위에 올랐지만 계가 익을 죽이고 제위에 올랐다는 설도 있다.
계의 재위 중에 제후인 유호씨가 따르지 않았기 때문에 감(현재의 산시성 후 현)으로 출격해 유호씨와 싸워 승리했다. 이 전투 전에 계는 육경(六卿) 앞에서 '감서'(甘誓)를 공표했다. 이 '감서'는 서경에 남아 있지만 정말로 계가 만든 것인지는 매우 의심스럽다. 또한 유호씨는 실은 익의 지지자였다는 설도 있다.